# Oratorio di San Cristoforo
L'oratorio di San Cristoforo si trova a Volterra, in provincia di Pisa, diocesi di Volterra.
Vi è conservato un affresco raffigurante la Madonna con il Bambino attribuito al volterrano Mariotto di Andrea (XV secolo), oggetto di grande venerazione.
L'oratorio dà il nome anche alla caratteristica piazzetta antistante.

## Altre immagini

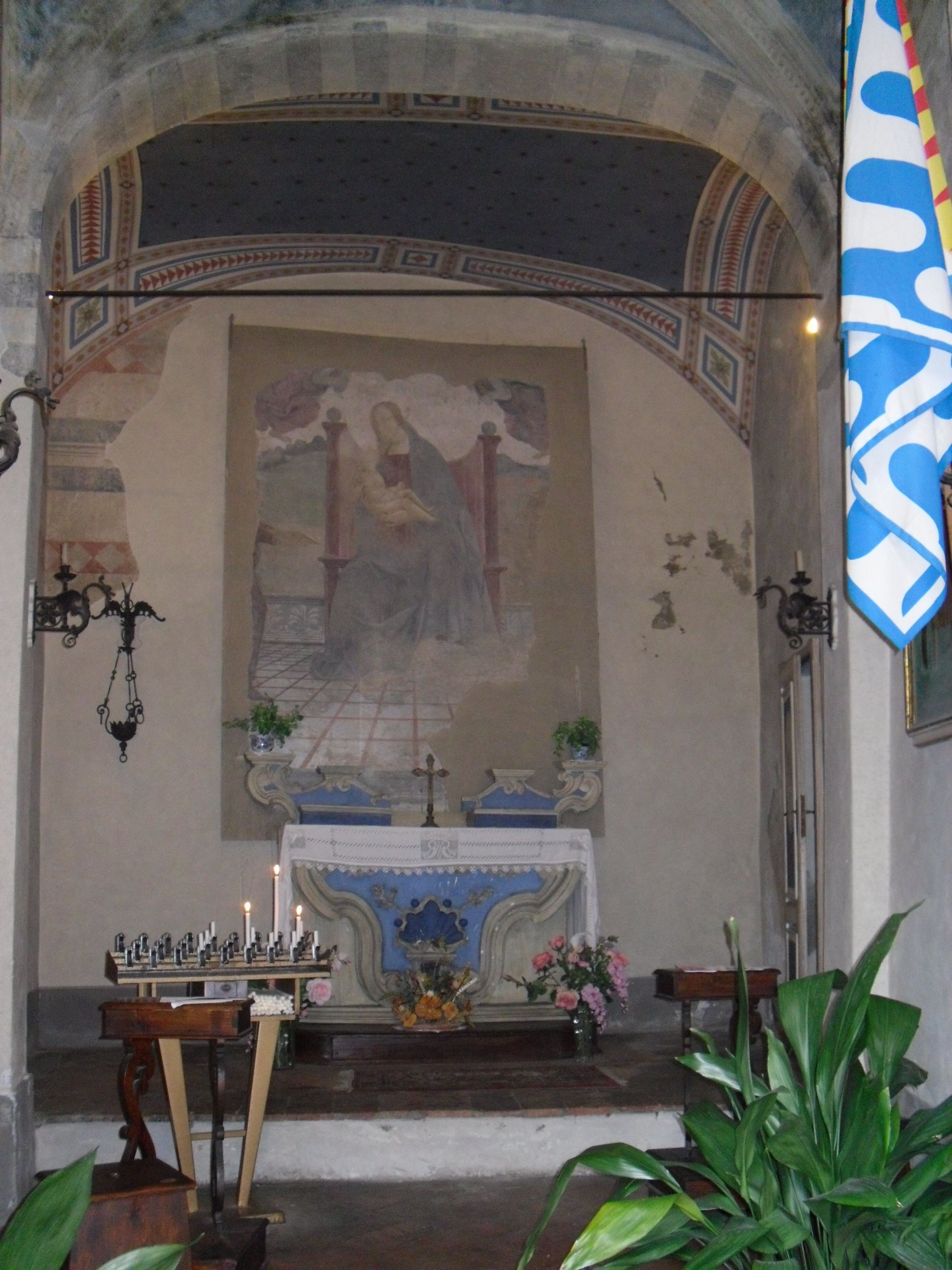
Interno